# MS80
De MS80 en de vervolgseries MS82 en MS83, ook wel Break genoemd, zijn elektrische treinstellen van de Belgische spoorwegmaatschappij NMBS die tussen 1981 en 1985 in dienst zijn gekomen. De verouderde benaming MS verwijst naar motorstel; de NMBS gebruikt ondertussen al jaren de benaming MR (motorrijtuig), in het Frans is AM hiervoor gebruikelijk (van "automotrice"). Ze waren oorspronkelijk tweedelig, maar zijn tussen 1992 en 1995 verlengd tot driedelige stellen door er een extra rijtuig tussen te bouwen. Tussen 2009 en 2020 werden deze stellen gemoderniseerd, waarbij ze in de grijze "New Look"-kleurstelling werden geschilderd en een nieuw interieur kregen. In 2020-2021 werden 106 stellen uitgerust met ETCS, deze stellen werden ook voorzien van een nieuw deurlussysteem.

## Geschiedenis

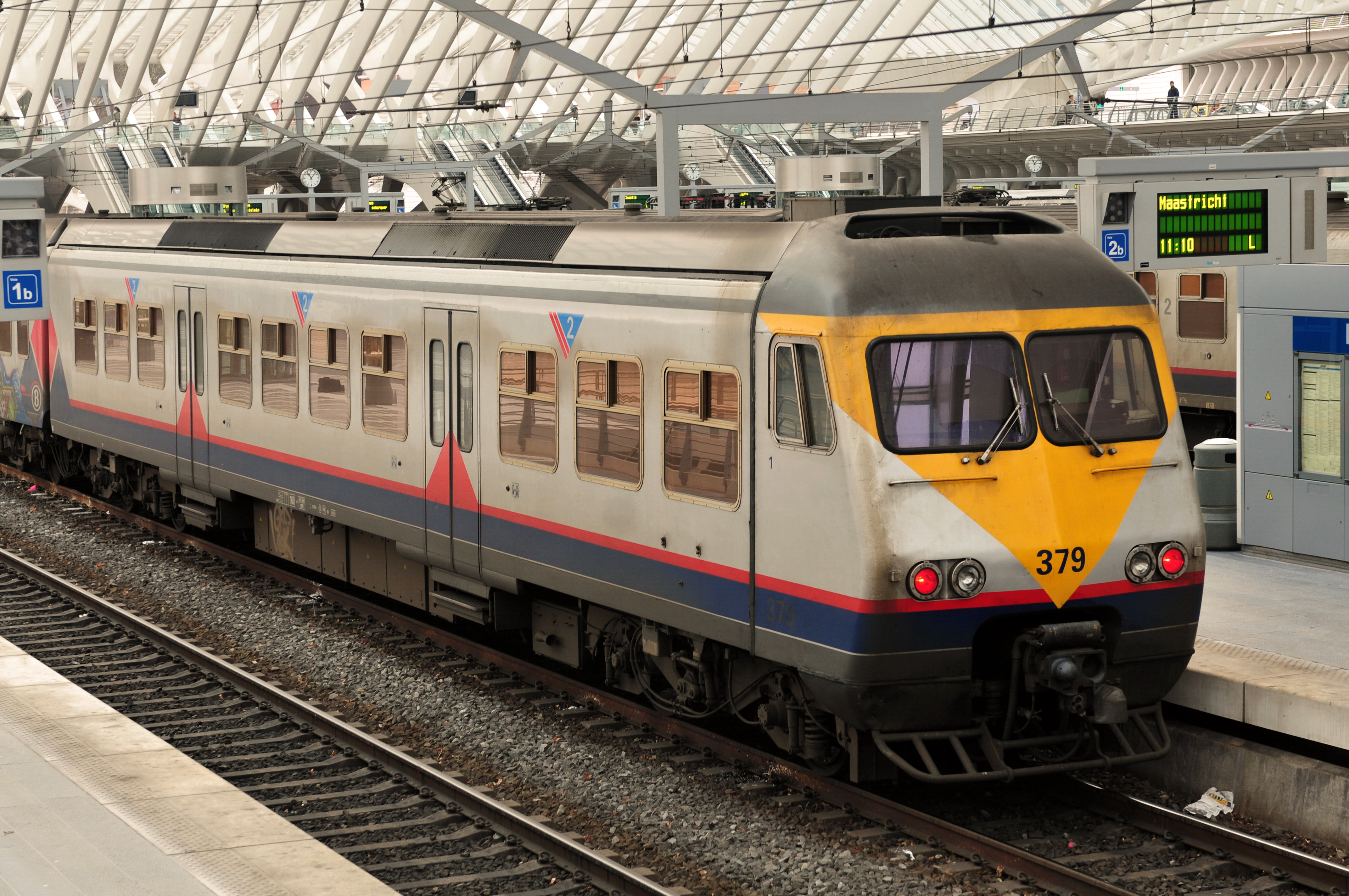
Breakrijtuig in Memlingkleuren in Luik-Guillemins

Deze reeks werd oorspronkelijk in de bordeauxrode NMBS-kleurstelling geleverd, later werd dit de zogenaamde Memling-kleurstelling (zoals op de foto te zien is). Tussen 2009 en 2020 werden de Breaks gemoderniseerd in de zogeheten "New Look"-stijl van de NMBS.
Oorspronkelijk is de Break gebouwd om als snelle stoptrein te worden gebruikt, maar vanaf het begin is hij vooral ingezet op lange IC-verbindingen. Voor deze verbindingen was het vermogen wat overdreven, want dat diende vooral om snel te accelereren. Mede daarom is later besloten om een tussenrijtuig te laten bouwen. Het vermogen van het stel was daarvoor groot genoeg, terwijl de acceleratie voor IC- en IR-diensten acceptabel blijft. Dit tussenrijtuig heeft stoelen, die comfortabeler zijn dan de banken in de stuurstandrijtuigen. Ook na de modernisering is dit onderscheid gebleven.
Na de laatste levering van deze stellen zijn door BN nog 16 stellen geleverd aan de Marokkaanse spoorwegen, waar ze dienst doen als ONCF ZMC 1 - 14.
Stel 412 raakte onherstelbaar beschadigd bij een ongeval in Sclaigneaux op 27 december 1997.
In 1998 werden op het middelste rijtuig van enkele treinstellen de woorden "Brussels Airport Express" aangebracht. De specifieke materieelpool voor de luchthaven Brussels Airport is, mede door de Sabena-crisis, nooit van de grond gekomen. Hierdoor reden deze treinstellen overal rond en reden er andere treintypes naar de luchthaven.
De Chemins de fer luxembourgeois (CFL) kocht twee treinen (325 en 326) uit deze reeks en verkocht de treinen in 2008 aan de NMBS.
Stel 355 raakte zwaar beschadigd bij een ongeval met een vrachtwagen aan de overweg in Koolskamp op 14 november 2023.
Stel 426 raakte zwaar beschadigd bij een ongeval met een omgevallen werkkraan in Belsele in de nacht op 12 maart 2024. Vlak na het incident raakte ook een M6 betrokken bij het ongeval.
Stel 407 raakte zwaar beschadigd bij een ongeval met een stilgevallen lijnbus in Veldegem op 29 november 2024.

## Inzet
Ze worden voornamelijk ingezet op IC-diensten:
- IC-06: Doornik - Brussel - Brussels Airport (1× per dag in beide richtingen)
- IC-06A: Bergen - Brussel - Brussels Airport (1× per dag in beide richtingen)
- IC-09: Antwerpen-Centraal - Aarschot - Leuven
- IC-12: Kortrijk - Gent-Sint-Pieters - Brussel - Leuven
- IC-13: Kortrijk - Oudenaarde - Zottegem - Brussel - Schaarbeek
- IC-14: Quievrain - Brussel - Borgworm - Luik-Guillemins
- IC-15: Antwerpen-Centraal - Lier - Hasselt
- IC-18: Brussel - Namen - Luik-Sint-Lambertus (1× per dag in beide richtingen)
- IC-20: Gent-Sint-Pieters - Aalst - Brussel - Tongeren
- IC-21: Gent-Sint-Pieters - Dendermonde - Mechelen - Leuven
- IC-23: Oostende - Kortrijk - Zottegem - Brussel - Brussels Airport
- IC-23A: Knokke - Brussel - Brussels Airport
- IC-26: Kortrijk - Doornik - Brussel - Dendermonde(2× per dag in beide richtingen)
- IC-28: Antwerpen-Centraal - Gent-Sint-Pieters - De Panne
- IC-29: Gent-Sint-Pieters - Aalst - Brussel - Brussels Airport - Landen

De MS80 wordt ook gebruikt voor S-treinen rond Luik en een aantal L-diensten, hoewel ze voor stoptreinen minder geschikt zijn sinds de inbouw van het derde rijtuig:
- L-03: Leuven - Aarschot - Hasselt
- L-23: Antwerpen-Centraal - Aarschot - Leuven
- S41: Luik-Sint-Lambertus - Verviers-Centraal
- S42: Liers - Luik-Guillemins - Flémalle-Haute
- S44: Borgworm - Luik-Guillemins - Flémalle-Haute
- S53: Gent-Sint-Pieters - Sint-Niklaas - Antwerpen-Centraal (in de weekends, 50% MS80 en 50% MR08)
- L-16: Kortrijk - Oudenaarde - Munkzwalm - Zottegem

Daarnaast rijden ze ook nog een aantal P-diensten.

## Techniek
De Breaks zijn de eerste stellen met een volautomatische GF-koppeling. Daardoor kan deze niet gekoppeld worden met zijn voorgangers, het klassiek motorstel en de MS75. Die hebben enkel de mechanische Henricot-koppeling waarbij het elektrisch en pneumatisch koppelen nog door de rangeerder/schouwer met de hand moet gebeuren. De Breaks kunnen alleen met elkaar in treinschakeling rijden, niet met andere materieeltypen. Enkel met de MS86 zou het kunnen, maar wordt dit niet gedaan, omdat er bij sommige koppelingen van deze verschillende motorstellen de opening van de deuren niet correct bediend wordt. 
De stroomafnemer staat op het derde rijtuig (ABDx); dit is het stuurrijtuig waar ook de eersteklasseafdeling is. Het treinstel wordt aangedreven door een chopper die zich onder de Bx-bak bevindt; deze regelt het vermogen van de gelijkstroommotoren en gebruikt daarbij een frequentie van 71,5 Hz (bij lage snelheid) en 195 Hz (bij hoge snelheid). Als gevolg hiervan is bij het vertrek een zoemend geluid te horen waarin deze frequenties te horen zijn.  
Deze treinstellen zijn niet voorzien van airconditioning (behalve voor de bestuurder). Daarom wordt dit treinstel bij voorkeur niet meer voor IC-diensten gebruikt.

## Interieur
Na de renovatie is telkens het middelste van de drie rijtuigen voorzien van een multifunctionele ruimte, met plaats voor een tiental fietsen, kinderwagen of rolstoel. De opstap van de trein is echter nog altijd hoog.

## Foto's

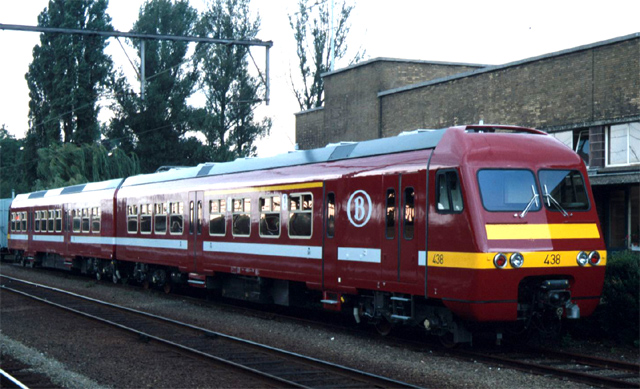
MS82-treinstel 438 in 1985 te Brugge.
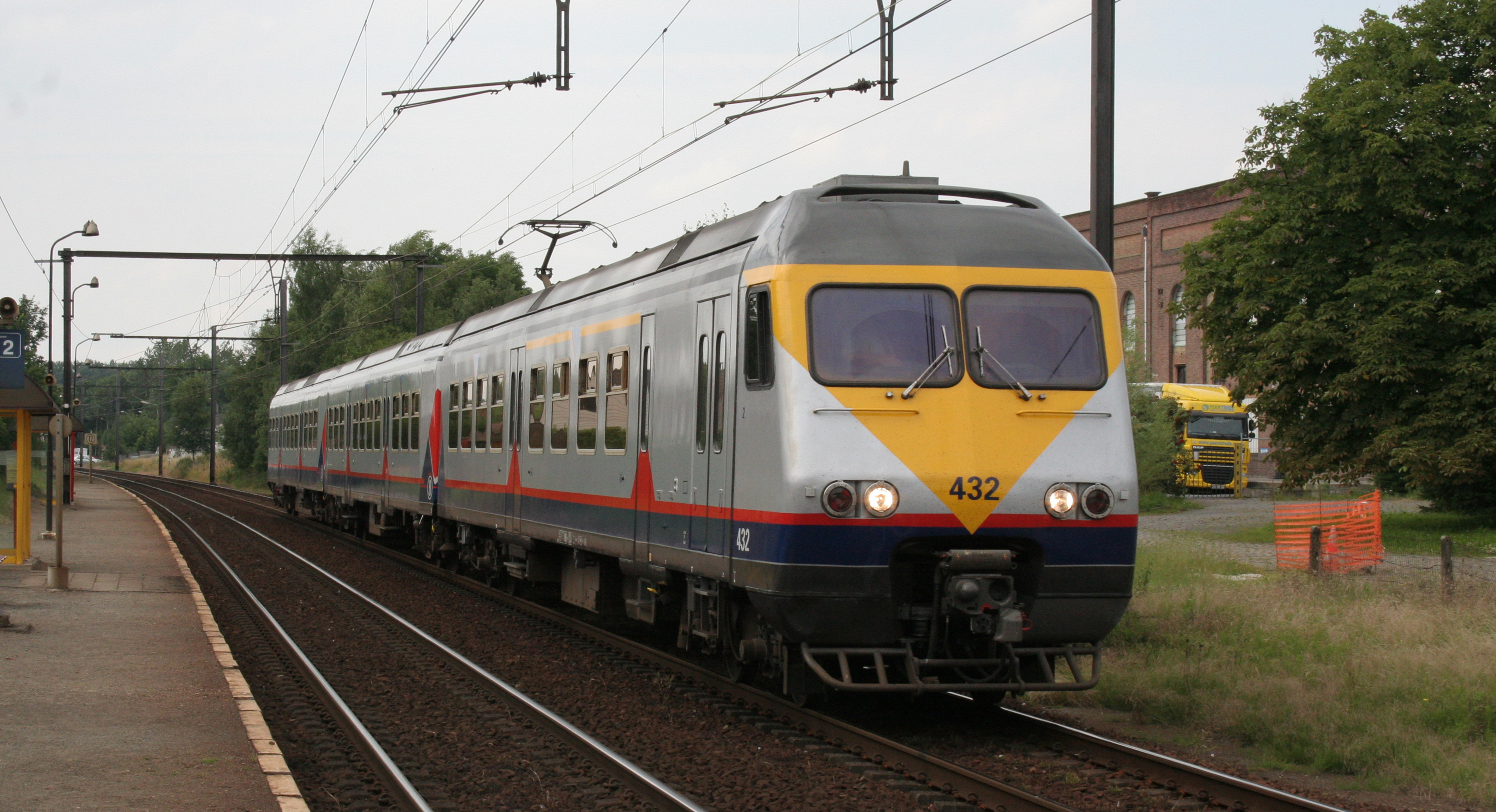
MS82-treinstel 432 op 22 juni 2008
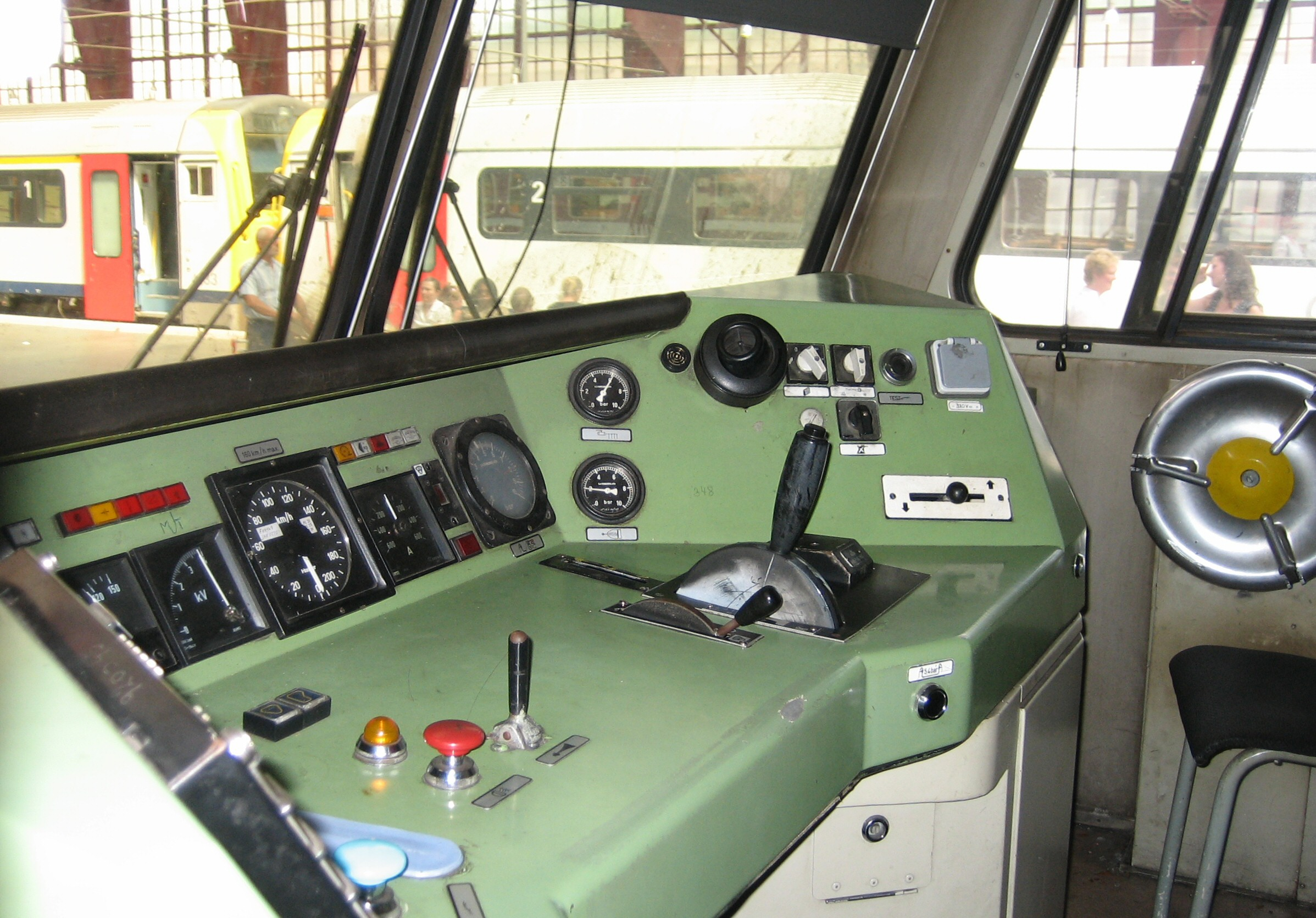
Cabine van een MS80.
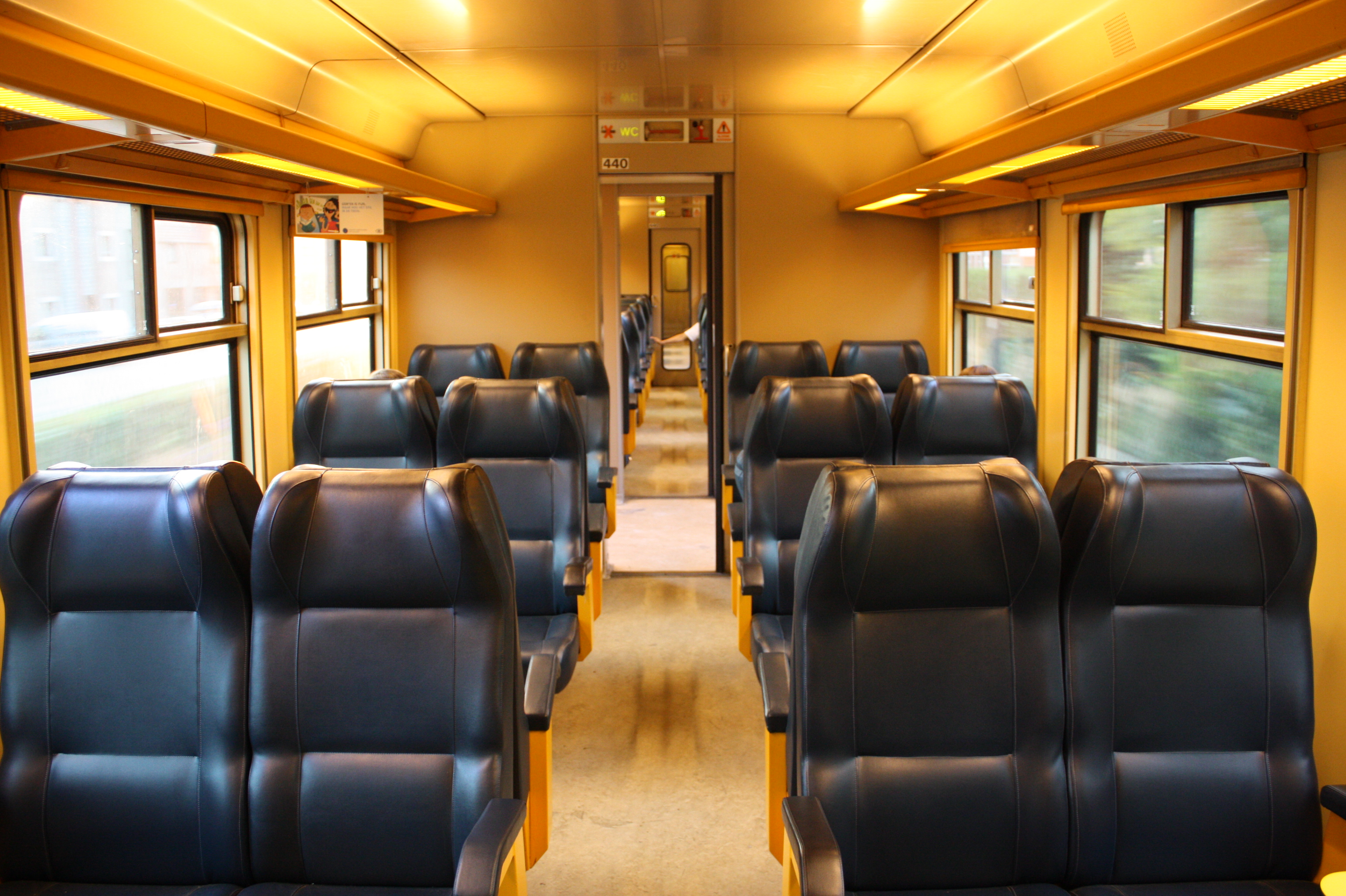
Interieur 2de klasse, middenrijtuig.
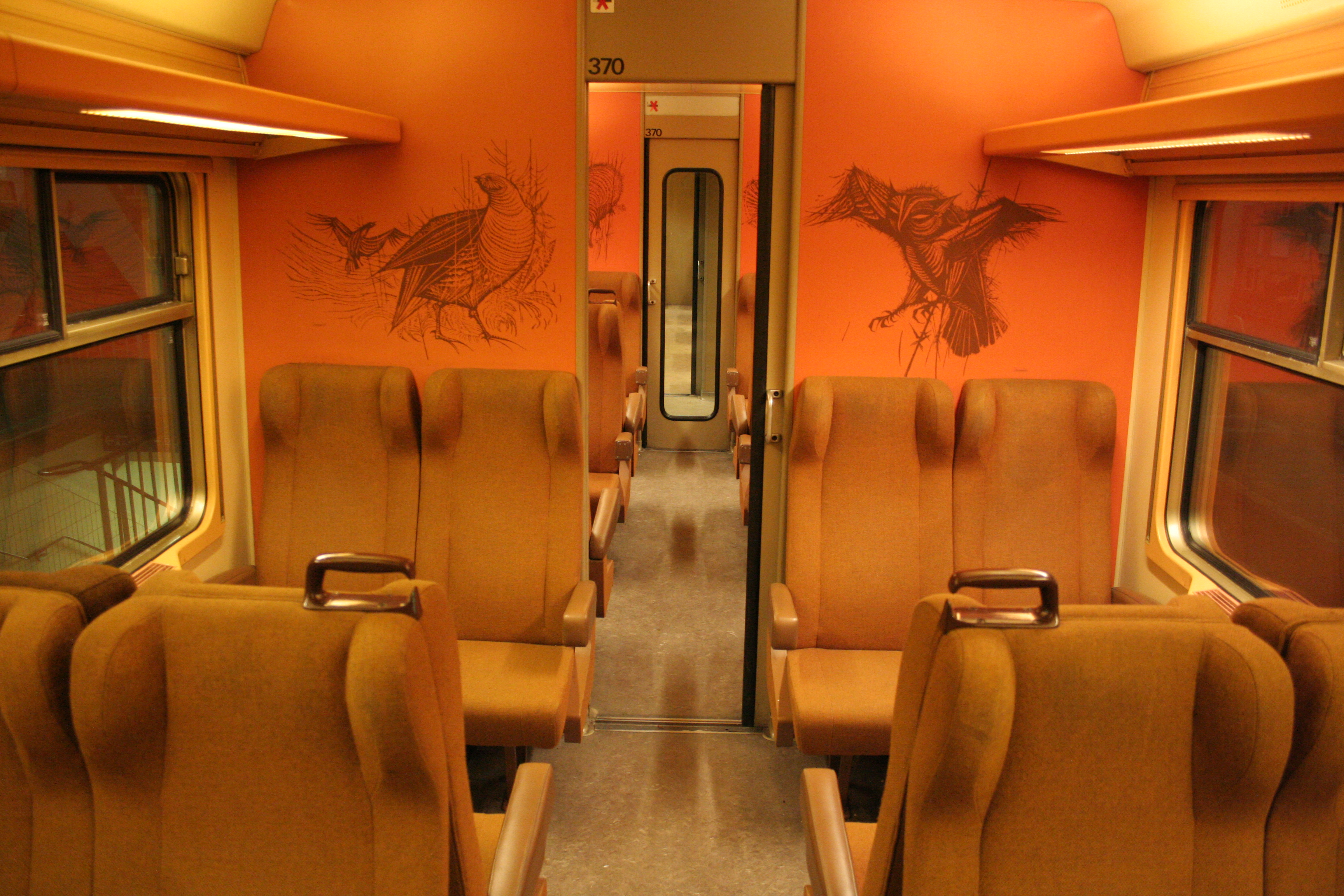
Interieur 1ste klasse.
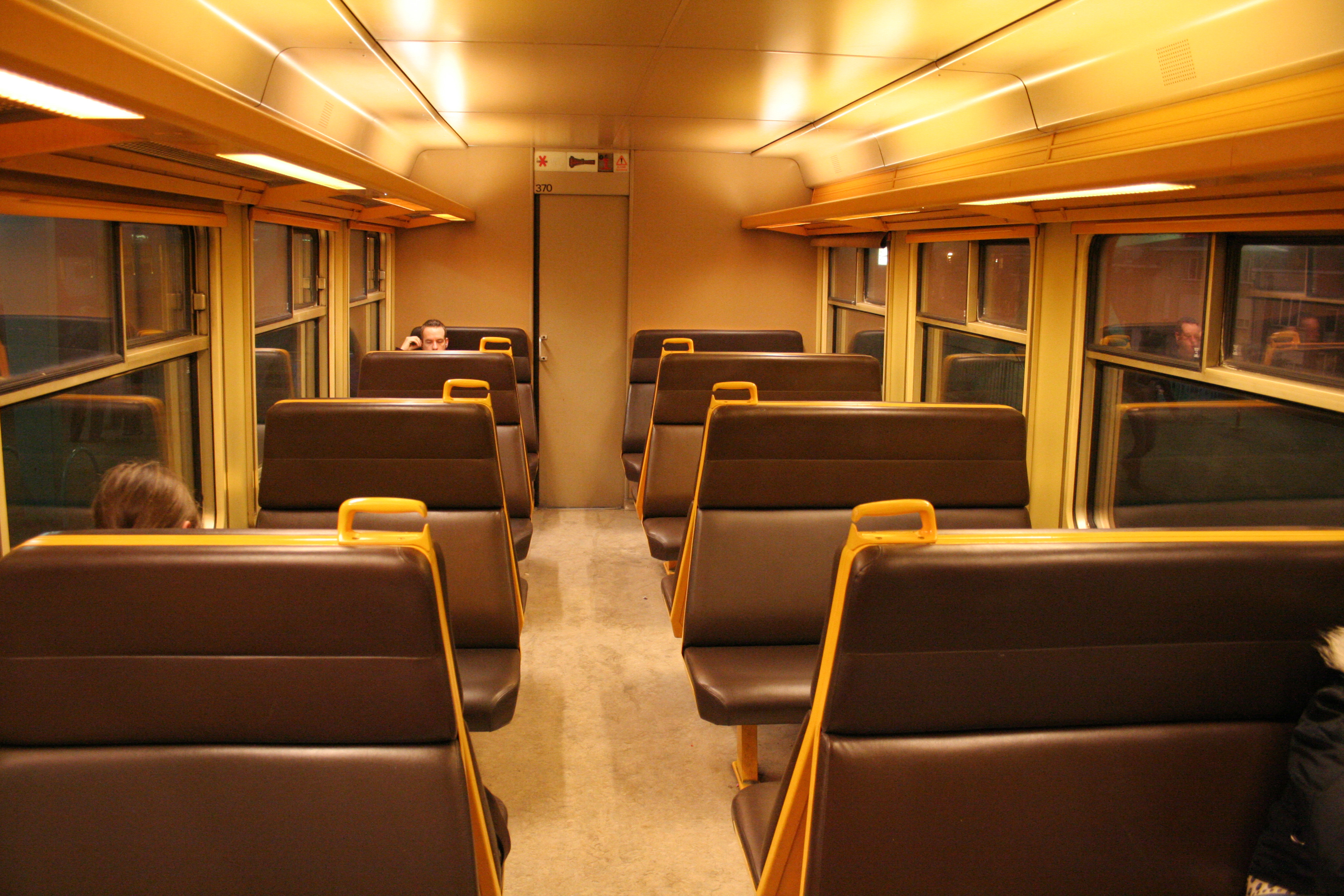
Interieur 2de klasse.
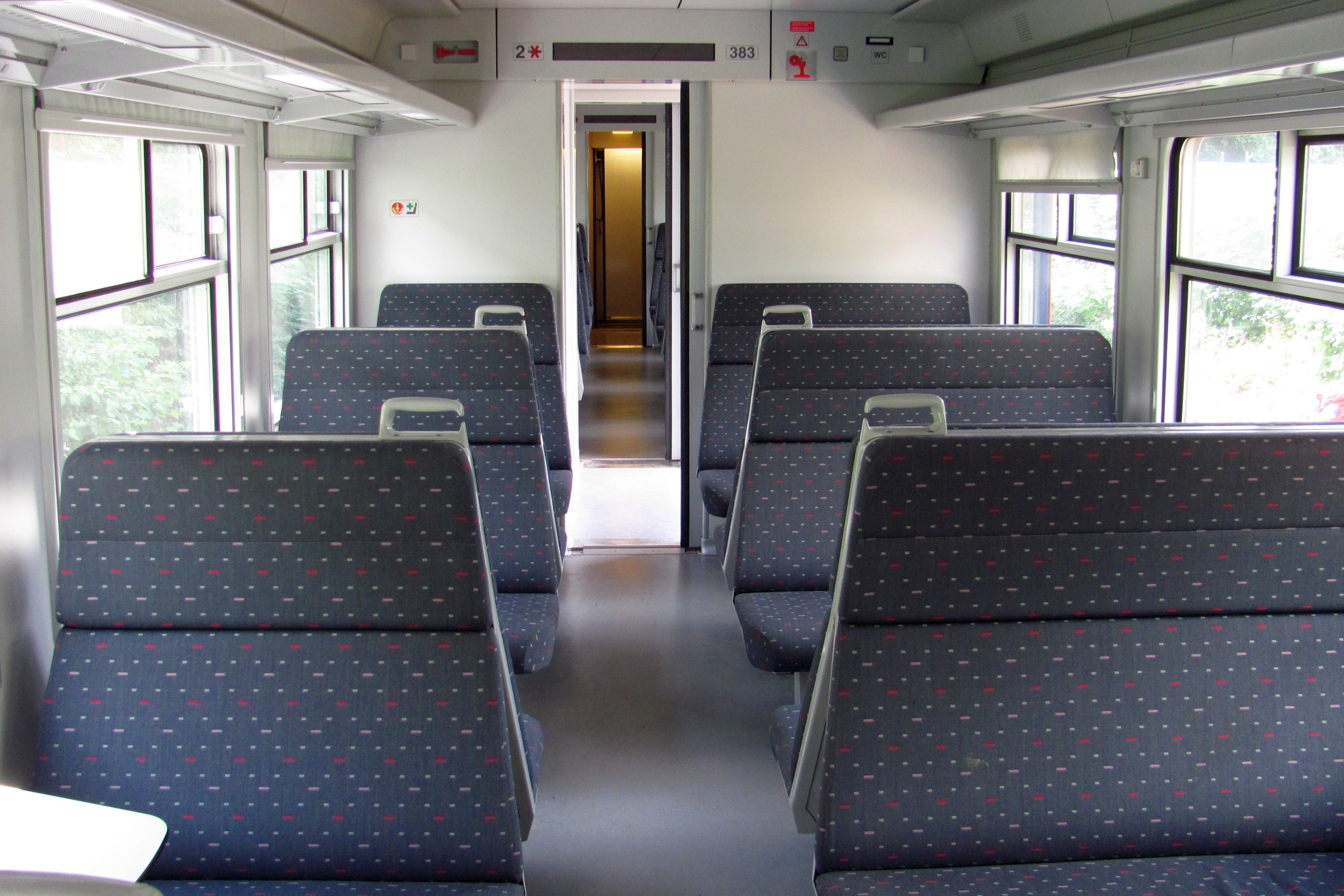
Interieur 2de klasse van een gemoderniseerd stel.
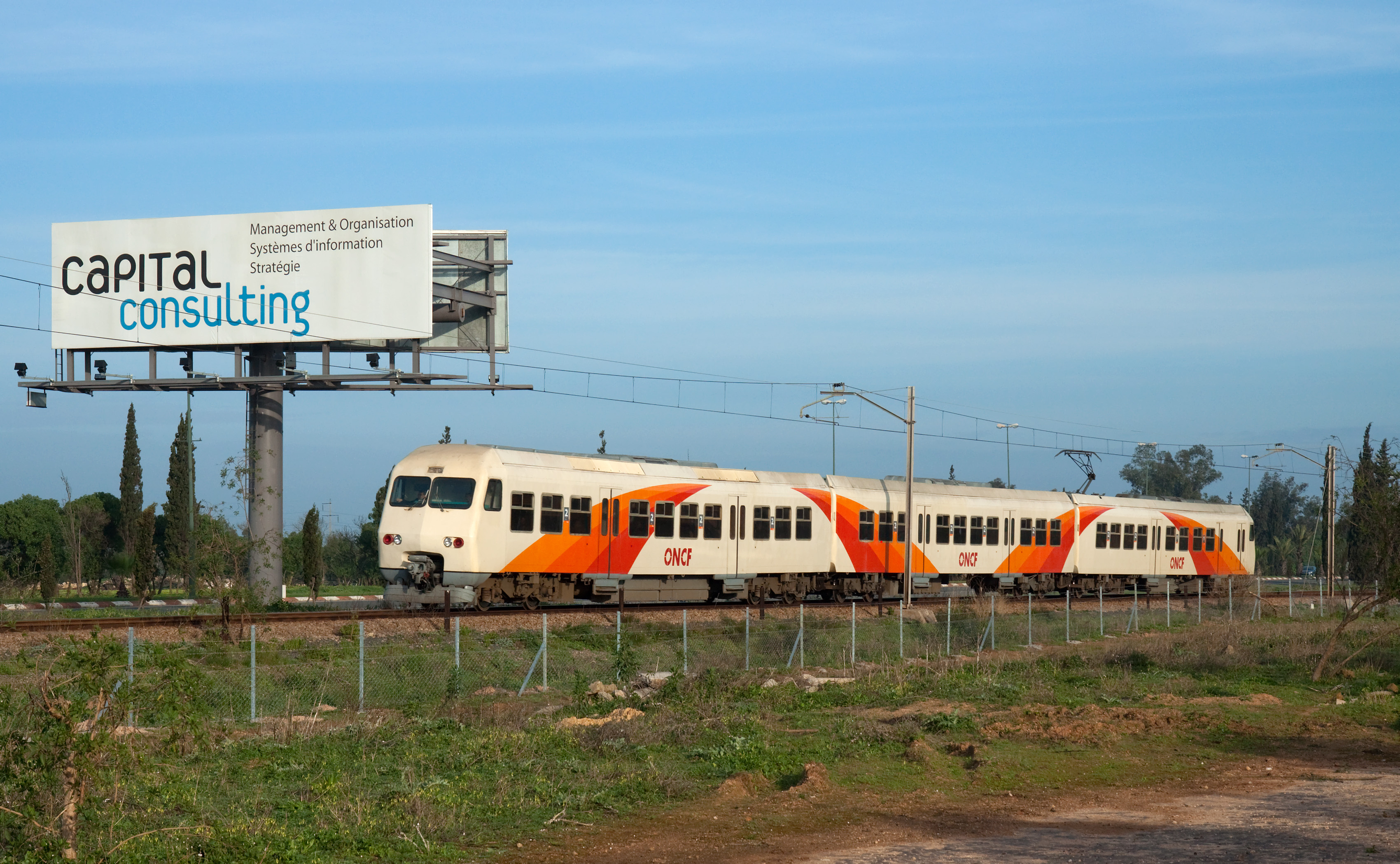
Een Break van de Marokkaanse spoorwegen.